# 托莱 (菲尼斯泰尔省)
托莱（法語：Taulé，法語發音：[tole]）是法国菲尼斯泰尔省的一个市镇，位于该省东北部，莫尔莱市区西北，属于莫尔莱区。

## 地理
托莱（48°36'13"N, 3°54'1"W）面积29.47 平方千米，位于法国布列塔尼大區菲尼斯泰尔省，该省份为法国最西部的省份，位于布列塔尼半岛西部，北西南三面环大西洋，东临阿摩尔滨海省和莫尔比昂省。
与托莱接壤的市镇（或旧市镇、城区）包括：昂维克、圣马丹德尚、卡朗泰克、吉克朗、洛凯诺莱、普卢埃南、圣塞夫、圣泰戈内克-洛克埃吉内尔。

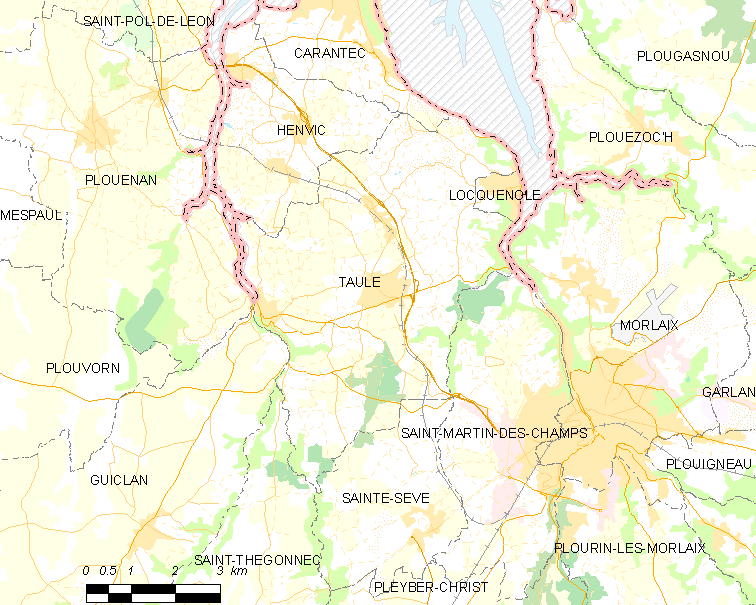
的OSM定位图

托莱的时区为UTC+01:00、UTC+02:00（夏令时）。

## 行政
托莱的邮政编码为29670，INSEE市镇编码为29279。

## 政治
托莱所属的省级选区为莫尔莱县。

## 人口

1962-2008年间人口变化图示

托莱于2022年1月1日时的人口数量为2883人。